# 柏木重孝
柏木重孝（かしわぎ しげたか、1956年 -）は日本のプロ釣り師。神奈川県在住。天から釣りの講師・ガイド、釣り具製作販売、オークデザインルアーズの総括チーフデザイナー。 ドクター柏木、S.カシワギの愛称で親しまれている。

## 略歴
- 1981年、勤めていた鍛冶屋をやめ、相模川にフライフィッシングの釣り場を作ろうとするが失敗し、弟から60万円借り、コンプレッサーを購入しルアーメーカー ZEALを設立する。[1]
- 1983年、釣り雑誌Tackle Boxに初登場。
- 1994年、アライくんを発売。
- 2008年3月13日、ZEAL倒産。
- 2008年4月17日、株式会社ZIPPANG設立。ZEAL事業を引継ぎ、柏木はアドバイザーとして参加。[2]
- 2010年2月22日、株式会社ZIPPANGとの契約満了。
- 2010年7月31日、株式会社ZIPPANG倒産。同年9月にZEALブランドは復活するものの柏木は不参加。
- 2010年、柏木流天からの講師・ガイドを開始。スターキングから天からロッドやウッドルアーも製作する。
- 2010年10月、オークデザインルアーズの統括チーフデザイナーとしてシーバスルアーのデザインを行う。
- 2019年6月、水作のブランドであるHEATからルアーとロッドの開発に参加。ロッドはTulalaとの共同開発である。

## 人物
製作するルアーの素材にウッド素材を使用することにこだわりがあり、ウッド素材で出せる動きはもちろん、「木の温かみ」にこだわっており使い続けるとボロボロになって味が出る等からウッド素材が多用されている。
また、近年ルアーの水押しが注目されるようになったが、この事について注目される以前から言及している人物の一人であった。
アマゾンにも早くから通いアマゾン珍道中などの作品を発売している。
「オカッパリ」と言う言葉を作った人。

## 作品

### 出演作品

#### VHS
- Top Water Bassing 1~3(ZEAL)
- アマゾン珍道中Vol.1~2 (ZEAL)
- パフォーマンスバッシング 1~3 (ZEAL)
- アライ君をつかいこなせ 1~2(ZEAL)
- だからバスはやめられない 1~3 (ZEAL)
- X-Bites STAGE4 FULL CONTACT SNIPE (メガバス)
- S.KASHIWAGI HOW TO?オカッパリBASSING(ZEAL)
- HOW TO? ZEAL LURES CHIMACHIMA (ZEAL)
- HOW TO? ZEAL LURES PENCIL (ZEAL)
- HOW TO? ZEAL LURES POPPER (ZEAL)
- HOW TO? ZEAL LURES SWISHER (ZEAL)

#### DVD
- DVD ZEALER'S EDITION TOP WATER BASSING(ZEAL)
Top Water Bassing 1~3のDVD版。
- アマゾン珍道中 Part.1・2
アマゾン珍道中Vol.1～2のDVD版
- だからバスはやめられない PART1,2 (ZEAL)
だからバスはやめられないのDVD版。PART1と2の2枚組み。
- DVD盤 だからバスはやめられない PART3 (ZEAL)
だからバスはやめられない PART3のDVD版。
- だからバスはやめられない in フロリダ 前編 (ZEAL)
- だからバスはやめられない in フロリダ 後編 (ZEAL)
- HOW TO? ZEAL LURES CHIMACHIMA (ZEAL)
HOW TO? ZEAL LURES CHIMACHIMAのDVD版。
- HOW TO? ZEAL LURES PENCIL (ZEAL)
HOW TO? ZEAL LURES PENCILのDVD版。
- HOW TO? ZEAL LURES POPPER (ZEAL)
HOW TO? ZEAL LURES POPPERのDVD版。
- HOW TO? ZEAL LURES SWISHER (ZEAL)
HOW TO? ZEAL LURES SWISHERのDVD版。
- S・カシワギ　マスと友達になる方法 (地球丸)
- 熱意人 LIVE(ZEAL)

#### ゲーム
- スーパーファミコン 柏木重孝のトップウォーターバッシング (バップ)

### 著書
- 柏木重孝のアマゾン大釣行 (学研)（1995年）
- バモノス! (枻出版社)（2005年）

## 雑誌
- BASS WORLD (枻出版社)
- Rod and Reel (地球丸)
- Tackle Box (フリーウェイ)
- つりトップ (学研)